# Robert Drivas
Robert Drivas, all'anagrafe Robert Choromokos Drivas (Chicago, 21 novembre 1938 – New York, 29 giugno 1986), è stato un attore e regista teatrale statunitense.

## Biografia
Drivas studiò all'Università di Chicago e a quella di Miami. Dopo i corsi al Teatro Nazionale Greco di Atene e al teatro Coconut Grove di Miami Beach, nel 1958 fece il suo debutto a New York nel ruolo di Rameses in The Firstborn, con Anthony Quayle nel ruolo di Mosè. Continuò ad esibirsi a teatro in One More River (1960), The Wall (1960), The Irregular Verb to Love (1963) e And Things That Go Bump in the Night (1965), di cui fu anche regista. Nel 1963 vinse il Theatre World Award per la sua interpretazione in Mrs. Dally Has a Lover.
Drivas collaborò con numerose figure del campo del teatro, come il commediografo Terrence McNally, la cui commedia The Ritz Drivas diresse nel 1975. Altri lavori da lui diretti furono Bad Habits, per il quale vinse un Obie Award, Legend, Cheaters, It Had to Be You, un revival del musical Little Me e Peg, una biografia musicale della cantautrice Peggy Lee, con canzoni della star stessa.
Parallelamente all'attività teatrale, Drivas apparve anche in televisione, fin dal 1958. Tra le sue interpretazioni più note, quelle in serie poliziesche e di avventura come Route 66, N.Y.P.D., La parola alla difesa, Il fuggiasco e F.B.I..
Il suo debutto cinematografico avvenne invece nel 1967 con il ruolo di "Loudmouth Steve" in Nick mano fredda, accanto a Paul Newman. Questo debutto lo portò a recitare in altri film, come L'uomo illustrato (1969), con Rod Steiger e Claire Bloom, che però fu un fallimento commerciale. Drivas recitò nel ruolo del freddo ma idealista figlio di David Janssen in La carta vincente (1969), ma la sua carriera cinematografica non ebbe ulteriori sviluppi.
Morì all'età di 47 anni per AIDS.

## Filmografia parziale

### Cinema
- Nick mano fredda (Cool Hand Luke), regia di Stuart Rosenberg (1967)
- L'uomo illustrato (The Illustrated Man), regia di Jack Smight (1969)
- La carta vincente (Where It's At), regia di Garson Kanin (1969)

### Televisione
- Assistente sociale (East Side/West Side) – serie TV, episodio 1x02 (1963)
- The Nurses – serie TV, episodio 3x10 (1964)
- I giorni di Bryan (Run for Your Life) – serie TV, episodio 1x15 (1966)
- Selvaggio west (The Wild Wild West) – serie TV, episodio 1x26 (1966)
- Squadra speciale anticrimine (The Felony Squad) – serie TV, episodi 1x09-2x10 (1966-1967)
- Bonanza – serie TV, episodio 9x20 (1968)